# Stare Lipki
Stare Lipki – wieś w Polsce położona w województwie mazowieckim, w powiecie węgrowskim, w gminie Stoczek. Ma status sołectwa.
| SIMC    | Nazwa          | Rodzaj    |
| ------- | -------------- | --------- |
| 0681313 | Lipka-Podborze | kolonia   |
| 0691139 | Wycech         | część wsi |

W latach 1975–1998 miejscowość administracyjnie należała do województwa siedleckiego.
Wierni Kościoła rzymskokatolickiego należą do parafii św. Stanisława Biskupa Męczennika w Stoczku.

## Charakterystyka wsi
Stare Lipki pod względem powierzchni są drugą co do wielkości wsią w gminie Stoczek. Około 90% jej terenu zajmują lasy, które obecnie tworzą Nadburzański Park Krajobrazowy. Według stanu na 1 stycznia 2008 zameldowanych na terenie wsi było 328 mieszkańców.
Wieś charakteryzuje się starą zabudową, pomnikami przyrody znajdującymi się pod ścisłą ochroną konserwatora zabytków. 20 grudnia 1993 powołano Samorządowy Dom Pomocy Społecznej w Starych Lipkach, przeznaczony dla osób w podeszłym wieku. W latach 50. XX wieku budynek, w którym znajduje się placówka służył jako szkoła podstawowa, zaś w latach 80. znajdowało się w nim przedszkole.

Miejscowe powiedzenie brzmi: 

Gdyby nie drwa i grzybki, zginęłyby Lipki

.

## Etymologia nazwy
Na fali sławy Sienkiewiczowskiej Trylogii stworzono legendę, mówiącą iż nazwa wsi wzięła się prawdopodobnie od osiadłych tu w XVII w. spolszczonych Tatarów, których nazywano „Lipkami”. Nie ma to jednak pokrycia w faktach. Nazwa miejscowości jest bowiem udokumentowana od XV wieku, podobnie jak historia mazowieckiego rodu Lipków herbu Nałęcz. Jego członkowie nazwisko wzięli od wsi Lipki, a w miarę rozrostu rodu przybierali przydomki Bartosik, Chudzik, Dukalik, Kozanka, Zanszyk i inne, np. Lipka-Kozanka, Lipka-Auguścik, Lipka-Zanozik, itp. Określenie „Stare” zostało dodane do nazwy wsi współcześnie.

## Historia
Wieś wymieniana jest w archiwalnych dokumentach już w 1368. Był to zaścianek szlachecki, powstały w wyniku kolonizacji na ziemiach leżących wówczas na pograniczu Litwy i Korony. W XV wieku majątek zwany Lipkami otrzymał Piotr Czermak z Maleszewy (dziś Maliszewa).
W 1827 wieś liczyła 448 mieszkańców w 61 domach.
W okresie II wojny światowej okolice Starych Lipek były miejscem starć zbrojnych i działań partyzanckich. 10 września 1939 około godz. 10 lotnictwo niemieckie bombardowało maszerujące od Stoczka kolumny polskiego wojska, dezorganizując ich odwrót. Bombardowanie było zsynchronizowane z operacją niemieckiej Dywizji Pancernej „Kempf”, której oddziały przez Kołodziąż wyprzedzały polski pododdział 33. Dywizjonu Pancernego i przed południem osiągnęły Stare Lipki.
W czasie okupacji działał w tym rejonie 13 pp. AK „Poraj”, który podczas zorganizowanej, w końcowej fazie okupacji niemieckiej, akcji „Burza” zgromadził w Lipkach-Podborzu około 300 partyzantów.

## Osoby związane ze Starymi Lipkami
- Jan Lipka-Kozanka – ur. w Lipkach w 1800, proboszcz parafii w Stoczku.
- Maria Dąbrowska –  latem 1956 r. ta wybitna polska pisarka po raz pierwszy spędzała tu wakacje. Mieszkała u rodziny Andrzeja Lipki, męża jej bratanicy Gabrieli (Eli) Szumskiej. Od tego czasu często przyjeżdżała do Starych Lipek. Wrażenia, jakie zrobiła na niej ta wieś, opisała w „Dziennikach”. Są one kroniką dawnych lat, utrwaleniem przeszłości, ich autorka była bowiem doskonałą obserwatorką. Interesowała się historią zarówno rodu Lipków, jak i samej miejscowości. Miała okazję pojechać na targ do Stoczka. Chłopi z okolicznych miejscowości jechali tam furmankami, każdy sprzedawał, co mógł – świnie, owoce, bydło, chusty, bieliznę. "W ubóstwie życia wiejskiego targowy rynek zdaje mi się pełen skarbów Sezamu" - napisała w "Dziennikach". Obserwowała również prace w gospodarstwie – np. młockę, przy czym młocarnia napędzana była zarówno motorem, jak konnym kieratem, a częściowo nadal młócono cepami, ponieważ pożyczenie motoru na dłużej było zbyt drogie.  "Jeśli chodzi o młockę, współistnieje tu kilka epok" - napisała.

Podczas pobytu zawarła wiele znajomości. Kiedy poznała Wacława Lipkę-Witka (nauczyciela, kierownika szkoły w Lipkach) była zachwycona jego domem, jego wnętrzem i niezwykłym ogrodem. W „Dziennikach” poświęciła Starym Lipkom szereg ustępów.  

Podróż mi się podobała. Niecałe półtorej godziny bardzo ładnym nowym pociągiem, czyste seledynowo-kremowe wagony przypominają Szwecję i Szwajcarię. Do Tłuszcza, dokąd dochodzą często pociągi elektryczne, wcale się nie staje. Pejzaż zielony, dobrze uprawiony i wesoły. Tłuszcz, Urle, bardzo ładny Liwiec, Łochów, Ostrówek Węgrowski, Sadowne. Tam wysiadamy i siedem kilometrów furką. Niestety, tu już piasek i sosny, dwie rzeczy, których nie lubię.

Tutejszy chłopski las, a raczej bór, przytykający do sadyby, jest bardzo malowniczy, fantazyjny, o pięknych sosnach i wręcz przepięknych olbrzymich jałowcach. Zaczyna mi się tu podobać, może skłonna byłabym kupić te Lipki, po kilku latach zrobiłabym z nich rajską siedzibę.

Jak mi się podoba i ta wieś! Te sadyby, niektóre na pół dworkowe. Ta wiejska droga, to bydło, te owce wracające zewsząd z pastwiska. Jak mi to odpowiada żyć i mieszkać pośrodku chłopskiej wsi. zanurzam się w żywioł mojego czarownego dzieciństwa, do którego nie lubię wracać nawet myślą, aż tu nagle wróciłam tak realnie, że czuję się, jakbym naprawdę o sto lat odmłodniała.(…) Lipki są cudne.

Wszystkie cytaty pochodzą z IV tomu Dzienników. 
- Teresa Kossak – córka Karola Kossaka ostatnia z rodu słynnych malarzy. Urodzona w 1934, zawodowo związana ze Studiem Miniatur Filmowych w Warszawie. Zajmowała się animacja takich postaci jak Koziołek Matołek, Pyza, Pomysłowy Dobromir oraz wielu innych. Autorka książki o swoim ojcu „ Kossak nieznany”. Wieloletnia partnerka Andrzeja Lipka, który w latach 60. zostaje właścicielem domu nr 69 i wspólnie się nim opiekują. W okresie powojennym aż do lat 60 XX w. piecze nad domem nr 69 w Lipkach trzymały siostry Maria i Bronisława Lipka oraz bratanek Andrzej. Pani Teresa i Andrzej przeprowadzając lekkie modernizacje i zmiany. Po śmierci pana Andrzeja w latach 2006 - 2015, remontem i opieką nad domem zajmowała się Teresa Kossak.